# Jardins de Kermoureau
Les jardins de Kermoureau se trouvent à Herbignac dans le département de la Loire-Atlantique. Cette propriété privée de 8 hectares était en 2011 l'un des seuls espaces verts du département à être classé Jardin remarquable (avec le jardin des plantes de Nantes),.

## Localisation
Les jardins se trouvent à Kermoureau, petit village situé sur la D774 à mi-chemin entre Herbignac et Guérande.

## Histoire

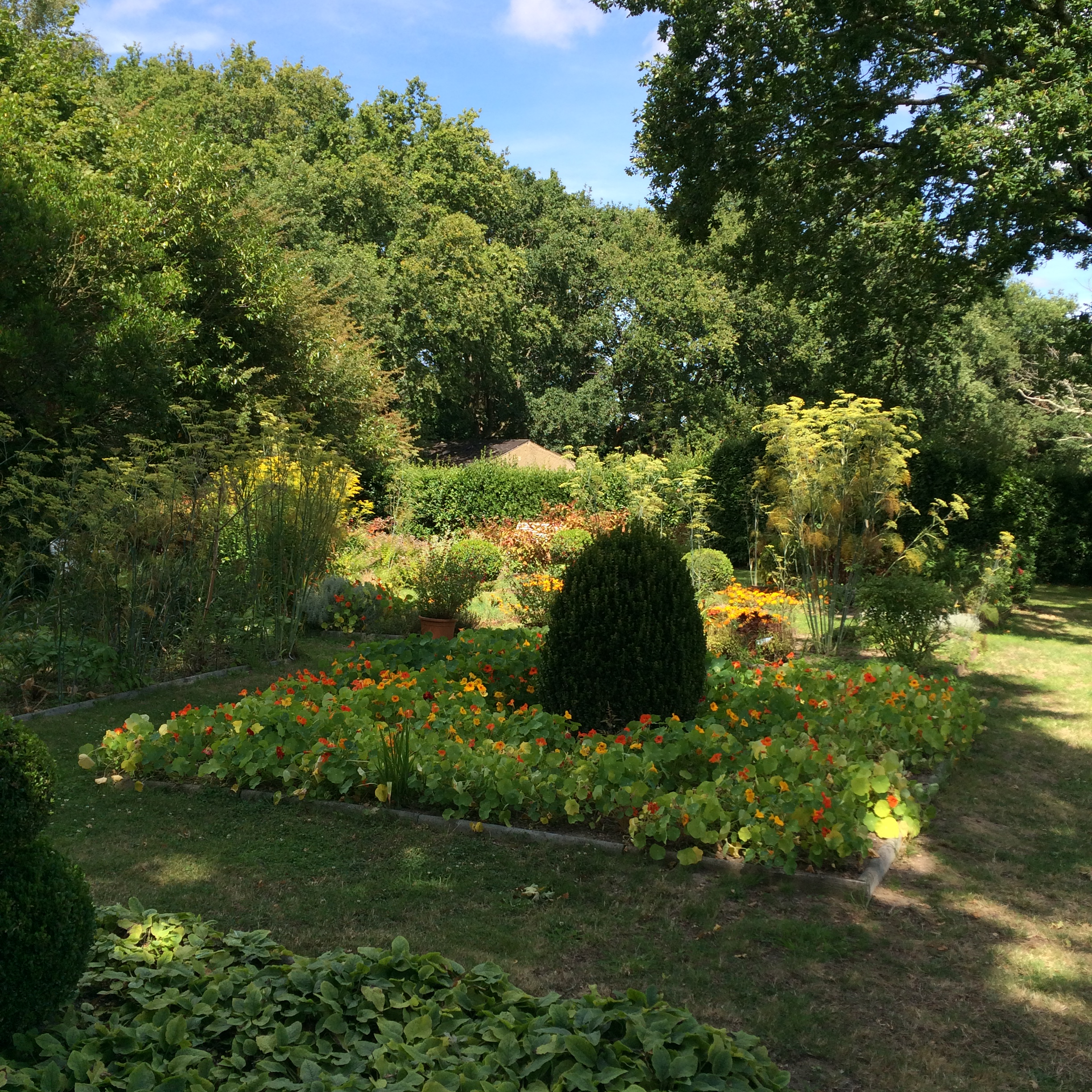
Vue d'une petite partie des jardins

Durant les années 1960, Lise et Bernard Vailland à la recherche d'une ferme dans laquelle ils souhaitent élever des Pur-sang acquièrent une longère de granit en ruine érigée au XIXe siècle.
Le couple dessine et aménage les jardins qui sont ouverts le 1er avril 2007 à l'occasion du Neurodon (campagne de soutien à la recherche sur les maladies du cerveau).
Les jardins de Kermoureau ont été classés Jardin remarquable en 2011 , mais ne bénéficient plus de ce label selon la liste officielle la plus récente, publiée en 2023.

## Présentation

### La flore
Les 8 hectares se répartissent en trois parties :
- le jardin du Puits, délimité par des buis taillés à 2 mètres de hauteur, est agrémenté d'orme pleureur (Ulmus glabra "Pendula"), d'acanthes et d'hortensias, de Bergenia crassifolia, de lauriers sur tiges[7] ;
- les jardins à l'anglaise, plantés de chênes, d'érables champêtres, de charmes, de cormiers, magnolia grandiflora et de tulipier de Virginie, de haies de buis taillées, de topiaires, de vivaces, de rosiers, d'hydrangeas, d'arbustes à fleurs et de miroir de lierre. Ils possèdent également un massif de 12 rhododendrons et 65 hydrangeas. Il est agrémenté en outre d'un Astrolabe, d'un cadran solaire et d'un banc rond entourant un vieux chêne têtard[8] ;
- l'étang aux nénuphars, agrémenté autour d'un plan d'eau d'environ 3 000 m2, est planté de chênes pédonculés, châtaigniers communs, saules communs, bouleaux verruqueux, auxquels se sont ajoutés, au fil des ans, des liquidambars, des érables champêtres, des érables palmés, des bouleaux de l'Himalaya, des amelanchiers, des rhododendrons et des rhubarbes géantes[9].

### La faune
Les jardins abritent de nombreux insectes (abeilles, araignées, cétoines dorées) et particulièrement des papillons (Moro-sphinx, Sphinx gazé, Machaon, Écaille chinée, Tabac d'Espagne, Cossus gâte-bois).

## Sources